# Guazzora
Guazzora är en ort och kommun i provinsen Alessandria i regionen Piemonte i Italien. Kommunen hade 303 invånare (2018).